# Charles Huguenot van der Linden
Charles Huguenot van der Linden (né le 24 mars 1909 à Amsterdam ; mort le 20 juillet 1987 à Jubbega, dans la Frise) est un réalisateur néerlandais.

## Biographie
Il amorce sa carrière en 1930 à Berlin aux actualités de la Paramount. Il est employé par la Paramount de Paris pour réaliser les versions françaises des films en provenance des États-Unis. Après un apprentissage comme assistant réalisateur en 1936, il réalise à ses risques son premier film avec Heinz Josephson, son collègue de la Paramount : Jonge harten. Ce n'est pas un succès et il en est pour ses frais, mais il reçoit de bonnes critiques et fait ainsi connaître son nom.
Il réalise des films pendant près de 50 ans, y compris des longs métrages, des documentaires et des films de commande. Il remporte de nombreuses récompenses, dont un Ours d'or du meilleur film pour  Big City Blues (1962) et l'Oscar du meilleur court-métrage documentaire pour Deze kleine wereld (This Tiny World, 1973).

## Filmographie partielle
- Jonge harten (Young Hearts, 1936), un film sur les vacances à Texel.
- Le Néerlandais en sept leçons (1948), le premier film avec Audrey Hepburn.
- De bajes is zo groot (1950), série en trois parties sur le système carcéral.
- Bloem der Natie (1956)
- Morgenster
- Tussenspel bij kaarslicht (1959)
- Big City Blues (1962), nommé pour l'Oscar du meilleur court métrage en prises de vues réelles, ce film remporte un Ours d'or du meilleur film et un State Prize for cinema (?). Huguenot van der Linden considérait ce film comme son meilleur.
- Bouwspelelement (1963)
- Deze kleine wereld (This Tiny World, 1972), documentaire sur les jouets anciens qui remporte l'Oscar du meilleur court-métrage documentaire en 1973.
- Het zout des levens, remporte un premier prix à un festival italien de films industriels